# Mistelgau
Mistelgau ist eine Gemeinde im Landkreis Bayreuth (Regierungsbezirk Oberfranken). Das gleichnamige Pfarrdorf ist Sitz der Gemeindeverwaltung und der Verwaltungsgemeinschaft Mistelgau.
Aufgrund seiner zentralen Lage galt der Hauptort schon immer als Mittelpunkt des Hummelgaus. Neben Gesees zählt er zu den beiden Altdörfern im westlichen Bayreuther Landkreis.

## Geographie

### Geographische Lage
Der Ort Mistelgau liegt im Hummelgau ca. 10 km westlich von Bayreuth am nordnordöstlichen Rand der Fränkischen Schweiz, zu der ein Großteil des Gemeindegebiets gehört. Der östliche Teil des Gemeindegebiets – einschließlich des Hauptortes – liegt im Obermainischen Hügelland.

### Nachbargemeinden
Nachbargemeinden sind (von Norden beginnend im Uhrzeigersinn): Eckersdorf, Mistelbach, Hummeltal, Glashütten, Waischenfeld, Plankenfels, Hollfeld und Thurnau.

### Gemeindegliederung

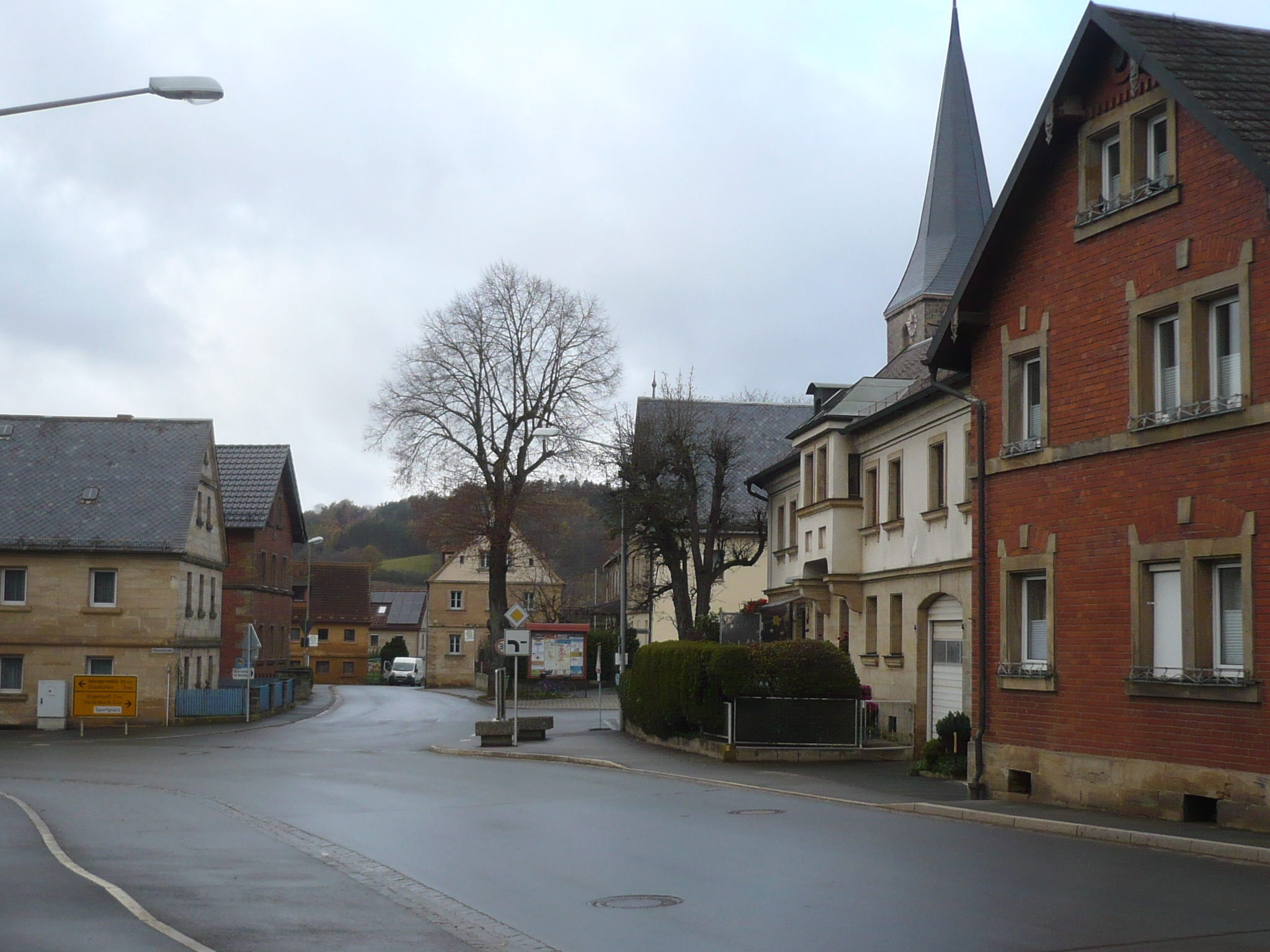
Ortsmitte von Mistelgau

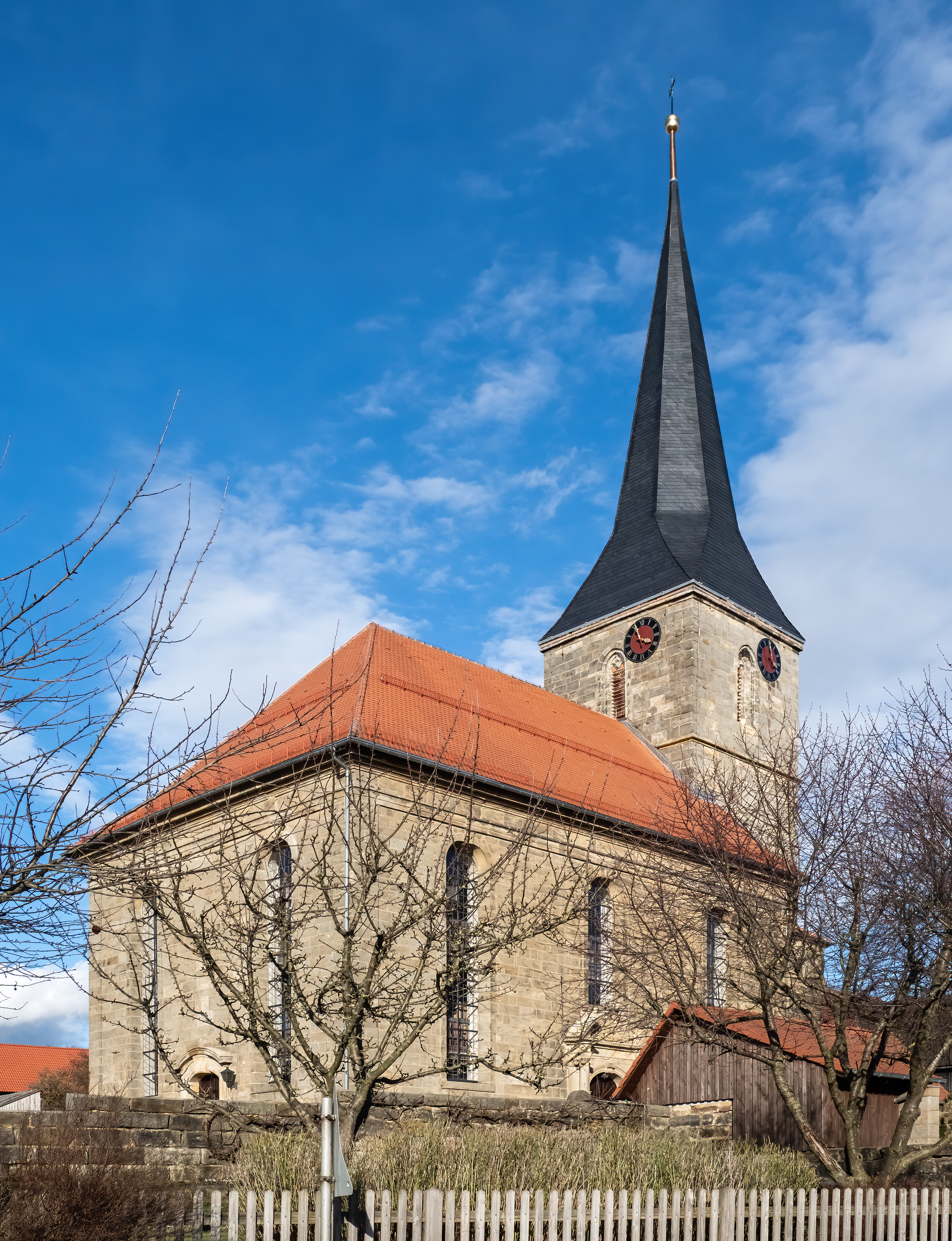
Bartholomäuskirche in Mistelgau

Die Gemeinde hat 42 Gemeindeteile (in Klammern ist der Siedlungstyp angegeben):
- Äußerer Graben (Einöde)
- Außerleithen (Weiler)
- Bärnreuth (Einöde)
- Böhnershof (Einöde)
- Braunersberg (Weiler)
- Culm obere (Weiler)
- Culm untere (Weiler)
- Engelmeß (Dorf)
- Eschenmühle (Einöde)
- Frankenhaag (Dorf)
- Friedrichsruh (Einöde)
- Geislareuth (Weiler)
- Gollenbach (Dorf)
- Göritzen (Einöde)
- Gries (Einöde)
- Hardt (Weiler)
- Harloth (Weiler)
- Hundshof (Einöde)
- Kammer (Einöde)
- Klingenmühle (Weiler)
- Kreckenmühle (Einöde)
- Laimen (Einöde)
- Lenz (Weiler)
- Mengersdorf (Pfarrdorf)
- Mistelgau (Pfarrdorf)
- Moosing (Einöde)
- Obernsees (Pfarrdorf)
- Ochsenholz (Weiler)
- Pensenleithen (Einöde)
- Plösen (Dorf)
- Schnackenwöhr (Einöde)
- Schobertsberg (Einöde)
- Schobertsreuth (Weiler)
- Schöchleins (Einöde)
- Schöchleinsmühle (Einöde)
- Seitenbach (Dorf)
- Sorg (Einöde)
- Streit (Dorf)
- Striegelhof (Einöde)
- Tennig (Weiler)
- Truppach (Dorf)
- Wohnsgehaig (Dorf)

Die Wüstung Muschelhof war bis Mitte des 20. Jahrhunderts ein Teil der 1972 eingegliederten Gemeinde Truppach. Schnackenwöhr hat abweichend von der restlichen Gemeinde die Postleitzahl 95515.
Es gibt auf dem Gemeindegebiet die Gemarkungen Creez (Gemarkungsteil 1), Frankenhaag, Langweiler Wald (Gemarkungsteil 2), Mengersdorf, Mistelgau, Obernsees, Plösen, Seitenbach, Truppach und Wohnsgehaig. Die Gemarkung Haag hat eine Fläche von 8,436 km². Sie ist in 2544 Flurstücke aufgeteilt, die eine durchschnittliche Flurstücksfläche von 3316,19 m² haben. In ihr liegen neben dem namensgebenden Ort die Gemeindeteile Kreckenmühle und Striegelhof.

## Geschichte

Gasthaus „Zum goldenen Anker“ aus dem Jahr 1679 im Zentrum des Hauptorts anlässlich der „Sedansfeier“ des Jahres 1910

Über den sogenannten Würzburger Weg, der anhand von Ortsnamen mit „hunt“ nachvollziehbar ist (Hundshübel, Hundsbach usw.) wanderten vermutlich um das Jahr 700 Hummelbauern aus ihren Stammesgebieten um Mosel und Mittelrhein ein. Diese Annahme wird durch karolingische Gräberfunde in Mistelgau und Hügelgräber aus der Hallstattzeit an der Spiegelleite gestärkt. Zwei Flurstücke, Haypuhl in Mistelbach und Hundsumkehr, ein Forstrevier bei Altenhimmel, erinnern an fränkische Vorfahren. Auf den Doggerrandhöhen und dem Schobertsberg dürften sie die niedere Gerichtsbarkeit ausgeübt haben. In den Weistümern J. Grimms tauchte auch der Name „Hummelvolk“ für die Schöffen des Hummeldings auf. Bei Mistelgau gibt es einen „Hundshof“, der vermutlich der Sitz eines Hundertschaftsführers war. Untersuchungen ergaben einen Würzburger Altzehnt auf Mistelgauer Flur, was auf eine Besiedlung vor dem Jahr 1000 hindeutet, und die typisch fränkische Dreizelgenteilung auf alten Feldern.
Die Burggrafschaft Nürnberg war seit 1248 Territorialherr im Gemeindegebiet. Der Ort wurde 1360 als „Mistelgow“ erstmals urkundlich erwähnt. Der Ortsname bezeichnete ursprünglich eine Landschaft, für die der Mistelbestand charakteristisch war (Grundwort gou, mhd., Gegend, Landschaft, Gau; Bestimmungswort: Mistel(bach)). 1386 lässt sich die Adelsfamilie Heybscher in Mistelgau nachweisen, um 1421 die des Hermann Heynolt. 1422 wurde die Kirche erstmals erwähnt. Im Verlauf der Hussitenkriege (1433), des Bauernkriegs (1525), des Markgräflerkriegs (1552), des Dreißigjährigen Kriegs (1618) und des Siebenjährigen Kriegs (1756) wurden fast alle historischen Quellen vernichtet. 1634 starb mehr als die Hälfte der Bevölkerung an der Pest.
Ab 1500 lag Mistelgau im Fränkischen Reichskreis. 
Mistelgau bildete mit Kreckenmühle eine Realgemeinde. Gegen Ende des 18. Jahrhunderts gab es in Mistelgau 81 Anwesen. Die Hochgerichtsbarkeit und die Dorf- und Gemeindeherrschaft stand dem bayreuthischen Stadtvogteiamt Bayreuth zu. Grundherren waren
- bayreuthische Ämter (70 Anwesen):
  - Hofkastenamt Bayreuth (42 Anwesen: 14 Halbhöfe, 6 Drittelhöfe, 3 Viertelhöfe, 2 Achtelhöfe, 4 Sölden, 2 Sölden mit Backrecht, 1 Sölde mit Schmiede, 2 Wirtshäuser, 1 Tropfsölde, 1 Tropfsöldengütlein, 1 Haus mit Backgerechtigkeit, 1 Schmiede, 2 Tropfhäuser, 2 Wohnhäuser),
  - Hofkanzlei Bayreuth (7 Anwesen: 1 Gut, 5 Häuser, 1 Tropfhäuslein),
  - Verwaltung Glashütten (5 Anwesen: 4 Söldengüter, 1 Tropfgut),
  - Amt St. Johannis (15 Anwesen: 12 Söldengüter, 1 Sölde mit Zapfenschenkgerechtigkeit, 1 Tropfgut, 1 Tropfhaus),
  - Superintendentur Bayreuth (1 Halbhöflein),
- das Rittergut Aufseß (5 Wohnhäuser, 2 Tropfhäuser),
- die Pfarrei Mistelgau (1 Tropfhaus) und das Gotteshaus Mistelgau (3 Söldengüter).[11]

Als Teil des seit 1792 preußischen Fürstentums Bayreuth kam Mistelgau im Frieden von Tilsit zu Frankreich und wurde 1810 an das Königreich Bayern verkauft. Von 1797 bis 1810 wurde der Ort vom Justiz- und Kammeramt Bayreuth verwaltet.
1812 wurde infolge des Gemeindeedikts der Steuerdistrikt Mistelgau gebildet. Außer dem Hauptort gehörten dazu Engelmeß, Eschenmühle, Frankenhaag, Geislareuth, Gollenbach, Göritzen, Hardt, Harloth, Klingenmühle,  Kreckenmühle, Ochsenholz, Plösen, Seitenbach, Streit und Tennig. Zugleich entstand die Ruralgemeinde Mistelgau, zu der die Kreckenmühle gehörte. Sie war in Verwaltung und Gerichtsbarkeit dem Landgericht Bayreuth zugeordnet und in der Finanzverwaltung dem Rentamt Bayreuth (1919 in Finanzamt Bayreuth umbenannt). In der freiwilligen Gerichtsbarkeit unterstanden bis 1848 sieben Anwesen dem Patrimonialgericht Aufseß. Ab 1862 gehörte Mistelgau zum Bezirksamt Bayreuth (1939 in Landkreis Bayreuth umbenannt). Die Gerichtsbarkeit blieb beim Landgericht Bayreuth (1879 in Amtsgericht Bayreuth umgewandelt). Die Gemeinde hatte 1964 eine Fläche von 8,436 km².
In den Jahren 1836 und 1844 fielen zahlreiche Fachwerkhäuser Großbränden zum Opfer. 1851 besichtigte der bayerische König Maximilian II. Joseph den Ort und die Kirche; er logierte im damaligen Haus Nr. 55 an der heutigen Bayreuther Straße.
Durch den Ort führte die am 12. März 1904 eröffnete Lokalbahn Bayreuth–Hollfeld, an der Mistelgau einen Bahnhof erhielt. Er hatte ein Stationsgebäude in Sandsteinbauweise, eine angebaute Güterhalle und ein Nebengebäude. Am 28. September 1974 verkehrte letztmals ein Personenzug, am 18. September 1975 wurde die Strecke stillgelegt.
Ebenfalls 1904 begann der Bau des Stomnetzes; eine Käsefabrik, ein Sägewerk und ein Ölschieferwerk entstanden. Nach 1925 wurde auf dem Gemeindegebiet der Striegelhof errichtet. 1961 wurde in Mistelgau ein erster Kindergarten, 1965 die neue Volksschule eingeweiht. Im Zuge der Gebietsreform schlossen sich die Gemeinden Glashütten und Mistelgau 1978 zur Verwaltungsgemeinschaft Mistelgau zusammen. 1985 erhielt die Gemeinde auf dem Gelände des einstigen Bahnhofs ein neues Rathaus.

### Eingemeindungen
Im Zuge der Gebietsreform in Bayern wurden am 1. April 1971 aus der aufgelösten Gemeinde Creez die Gemeindeteile Obere Culm, Untere Culm, Hundshof, Laimen, Lenz, Moosing, Schobertsberg und Schobertsreuth eingegliedert, am 1. Januar 1972 wurden die Gemeinden Frankenhaag, Plösen, Seitenbach, Truppach, am 1. Juli 1972 Wohnsgehaig sowie am 1. Mai 1978 Obernsees eingemeindet. Am 1. September 2010 wurde ein Teil des gemeindefreien Gebiets Löhlitzer Wald eingemeindet. Am 1. März 2020 wurden Flurstücke aus dem ehemaligen gemeindefreien Gebiet Langweiler Wald eingegliedert. Aus der Gemeinde Ahorntal wurde der Gemeindeteil Schöchleinsmühle in die Gemeinde Mistelgau eingegliedert.

### Einwohnerentwicklung
Im Zeitraum von 1988 bis Juni 2020 wuchs die Gemeinde von 3164 auf 3880 um 716 Einwohner bzw. um 22,7 %. Ein Höchststand wurde am 31. Dezember 2006 mit 3918 Einwohnern erreicht.
Gemeinde Mistelgau
| Jahr      | 1822   | 1840   | 1852   | 1861   | 1867   | 1871   | 1875   | 1880   | 1885   | 1890   | 1895   | 1900   | 1905   | 1910   | 1919   | 1925   | 1933   | 1939   | 1946   | 1950   | 1961   | 1970   | 1987   | 1995 | 2000 | 2005 | 2010   | 2015   | 2020   |
| Einwohner | 607    | 618    | 632    | 649    | 651    | 646    | 608    | 646    | 607    | 555    | 553    | 558    | 545    | 572    | 566    | 544    | 573    | 585    | 914    | 963    | 777    | 882    | 3133   | 3664 | 3748 | 3885 | 3837   | 3775   | 3874   |
| Häuser    | 84     |        |        |        |        | 98     |        |        | 89     | 99     |        | 99     |        |        |        | 113    |        |        |        | 122    | 144    |        | 834    |      |      |      |        | 1176   | 1241   |
| Quelle    | [ 12 ] | [ 22 ] | [ 22 ] | [ 23 ] | [ 24 ] | [ 25 ] | [ 26 ] | [ 27 ] | [ 28 ] | [ 29 ] | [ 22 ] | [ 30 ] | [ 22 ] | [ 31 ] | [ 22 ] | [ 32 ] | [ 22 ] | [ 22 ] | [ 22 ] | [ 33 ] | [ 14 ] | [ 34 ] | [ 35 ] |      |      |      | [ 36 ] | [ 36 ] | [ 37 ] |

Ort Mistelgau
| Jahr      | 001819 | 00 1822 | 001861 | 001871 | 001885 | 001900 | 001925 | 001950 | 001961 | 001970 | 001987 |
| Einwohner | 570 *  | 601     | 642    | 639    | 596    | 551    | 536    | 948    | 769    | 874    | 1064   |
| Häuser    |        | 83      |        |        | 87     | 98     | 112    | 120    | 142    |        | 270    |
| Quelle    | [ 38 ] | [ 12 ]  | [ 23 ] | [ 25 ] | [ 28 ] | [ 30 ] | [ 32 ] | [ 33 ] | [ 14 ] | [ 34 ] | [ 35 ] |

## Politik

### Bürgermeister
Erster Bürgermeister ist Karl Lappe (Wahlgemeinschaft Plösen-Gollenbach-Wohnsgehaig). Dieser wurde in einer Stichwahl am 30. März 2014 als Nachfolger von Georg Birner (Wählergemeinschaft Plösen-Gollenbach-Wohnsgehaig) gewählt.

### Gemeinderat
|                                                  | 2002 | 2008 | 2014 | 2020 |
| ------------------------------------------------ | ---- | ---- | ---- | ---- |
| CSU/Überparteiliche Wählergruppe                 | 4    | 3    | 3    | 3    |
| SPD/Freie Wählergemeinschaft                     | 1    | 1    | 1    | 1    |
| Wahlgemeinschaft Plösen-Gollenbach-Wohnsgehaig * | 3    | 4    | 3    | 4    |
| Bürgervereinigung Obernsees                      | 3    | 3    | 3    | 2    |
| Wählergruppe Truppach-Mengersdorf                | 2    | 1    | 1    | 1    |
| Wählergruppe Seitenbach                          | 1    | 1    | 1    | 1    |
| Wählergruppe Frankenhaag-Streit                  | 1    | 1    | 1    | 1    |
| Mistelgauer Bürgergemeinschaft/Freie Wähler *    | 1    | 2    | 3    | 3    |
| Bündnis 90/Die Grünen                            | -    | -    | -    | 1    |

### Wappen und Flagge
Wappen
| Wappen von Mistelgau | Blasonierung: „Über von Silber und Schwarz geviertem Schildfuß, belegt mit einer roten heraldischen Rose mit goldenen Butzen und grünen Kelchblättern, gespalten von Rot und Silber; vorne ein silberner linksgewendeter Einhornrumpf, hinten ein senkrechter grüner Mistelzweig mit silbernen Früchten.“ |
| Wappen von Mistelgau | Wappenbegründung: Im Wappen sind Elemente aus Wappen verschiedener Adelsfamilien vereint, die für die Geschichte der Gemeinde von Bedeutung waren. Die Zollernvierung weist auf die späteren Markgrafen von Brandenburg-Bayreuth. Die Rose stammt aus dem Wappen der Herren von Aufseß. Das geminderte Einhorn aus dem Wappen der Herren von Lüschwitz erinnert an deren Herrschaft im Gemeindegebiet. Die Gemeinde Mistelgau führt seit 1986 ein Wappen. |

Flagge
Die Gemeindeflagge ist weiß-rot-weiß.

### Interkommunale Zusammenarbeit
Die Gemeinde ist seit 1999 Mitglied im Verein für Regionalentwicklung „Rund um die Neubürg-Fränkische Schweiz“.

## Kultur und Sehenswürdigkeiten

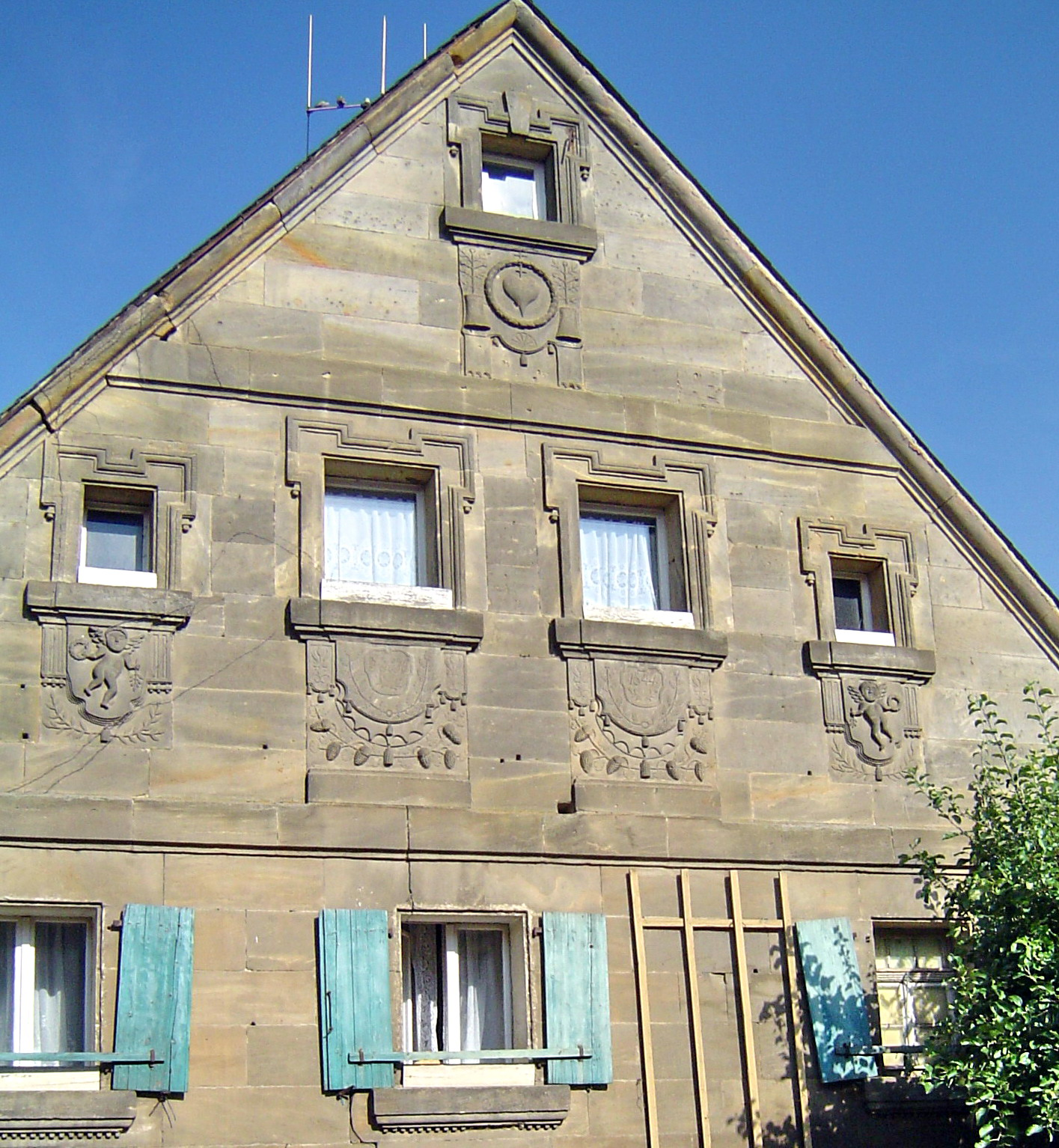
Fensterschürzen an einem Wohnhaus

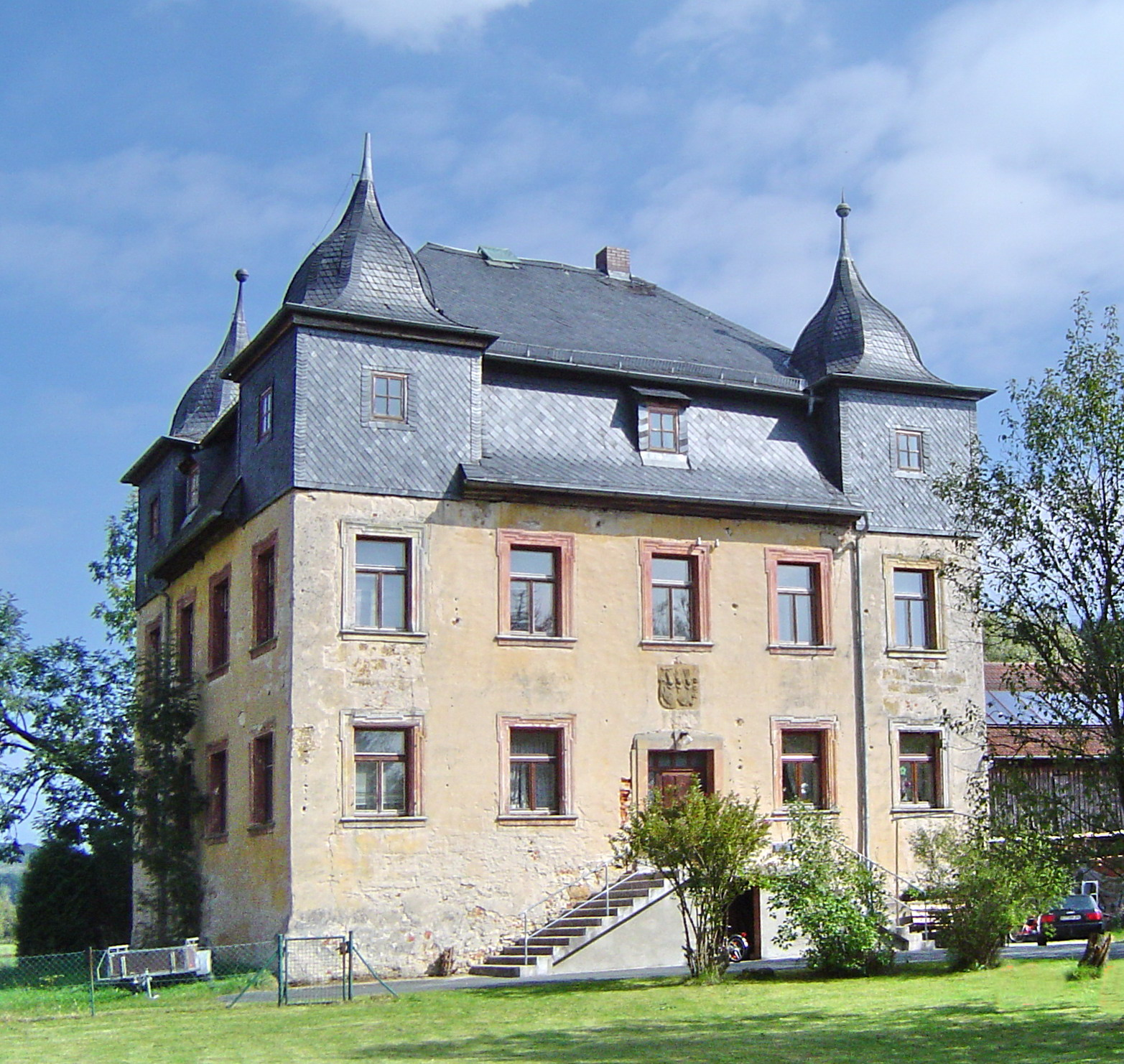
Schloss Truppach

Im Ort existieren fünf Sandsteinhäuser, die mit Fensterschürzen verziert sind.
Das Schloss Truppach ist ein Bau mit quadratischem Grundriss mit zwei Stockwerken. An den Ecken ragen erkerartige Türmchen über das Dach hinaus. Durch verschiedene Umbaumaßnahmen hat das Schloss seinen wehrhaften mittelalterlichen Charakter verloren. Zur Geschichte der Adelssitze in Truppach siehe Truppach (Adelsgeschlecht).

## Fossiliengrube Mistelgau

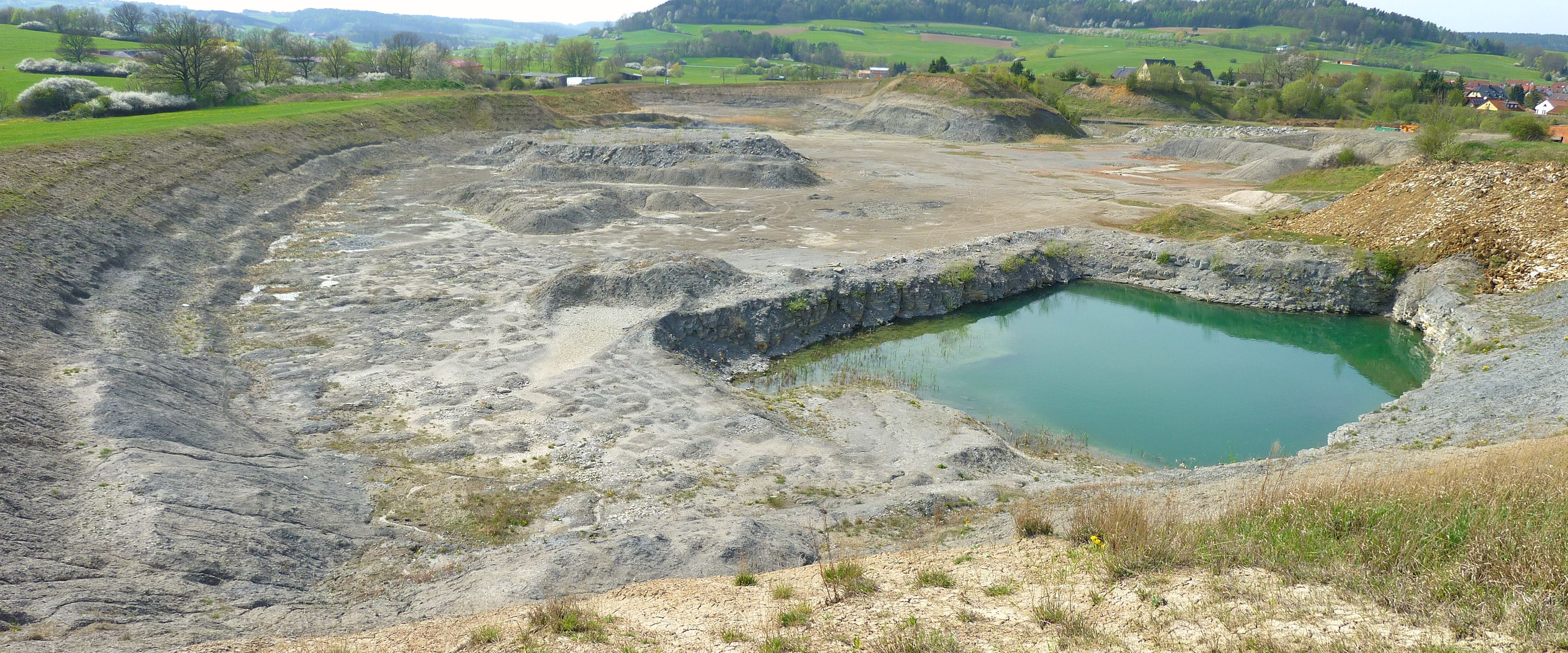
Fossiliengrube

Die Fossiliengrube Mistelgau ist ein Geotop im Landkreis Bayreuth und erhielt die Auszeichnung als eines der hundert schönsten Geotope Bayerns. Bis zum Jahr 2005 diente die Tongrube Mistelgau dem Abbau von Rohmaterial für die Ziegelherstellung. Überregionale Bekanntheit erlangte sie wegen ihrer beeindruckenden Versteinerungen. Durch ein „Belemnitenschlachtfeld“ und Reste von Sauriern ist es eine  der bedeutendsten Fossilfundstellen Europas. Die Funde sind Bestandteil der Ausstellung des Urwelt-Museums Oberfranken.
Die Tongrube ist vom Bayerischen Landesamt für Umwelt als wertvolles Geotop (Geotop-Nummer 472A016) ausgewiesen.

## Freizeit
Im Gemeindeteil Obernsees bietet die Therme Obernsees ein umfangreiches Gesundheits- und Wellnessprogramm. Seit 2007 ist ein Feriendorf im Umfeld der Therme geplant. Baubeginn der ersten 13 Häuser war im November 2014.

## Verkehr

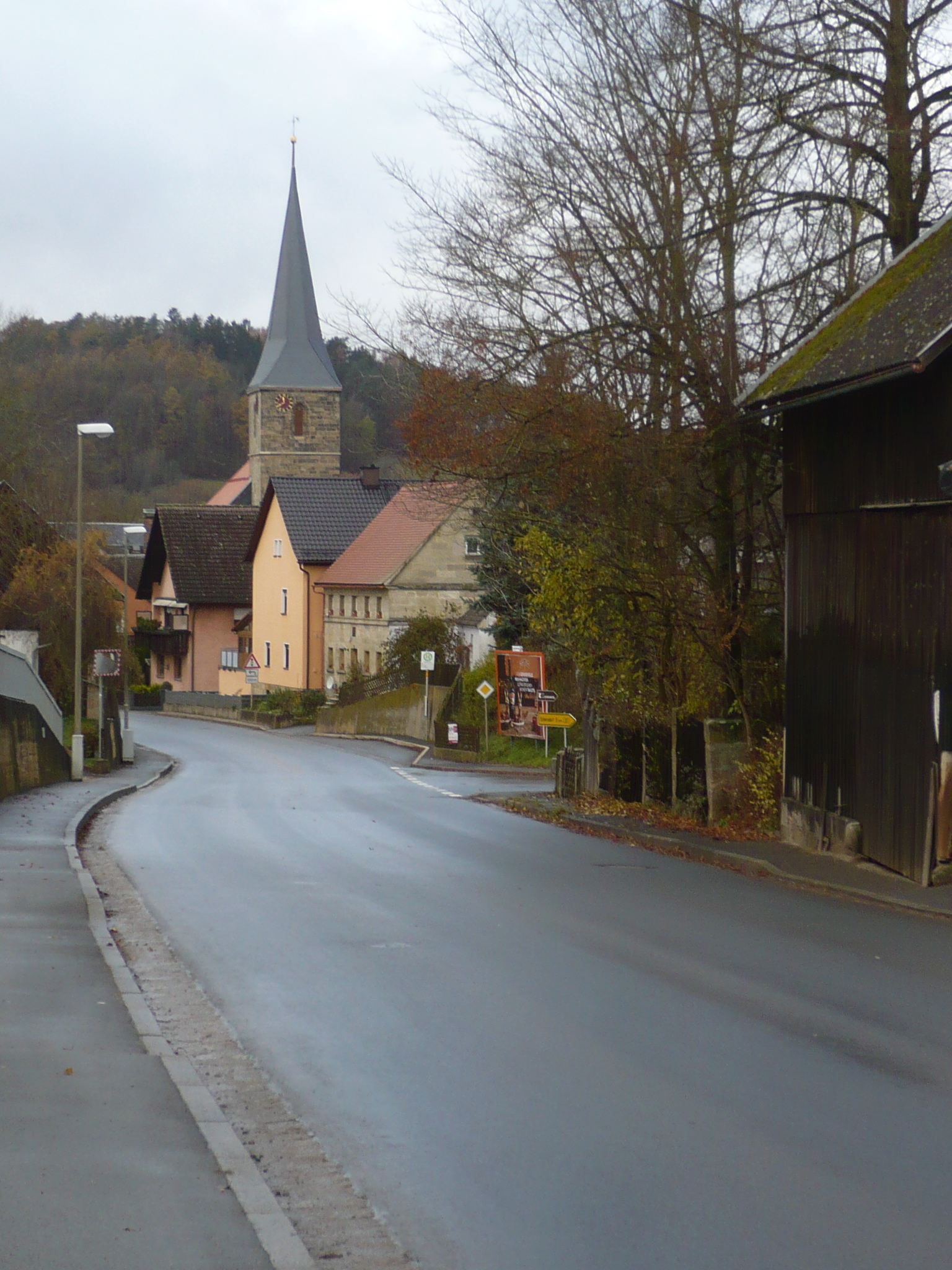
Bayreuther Straße (Staatsstraße 2185) im Hauptort Mistelgau

Die Staatsstraße 2185 verbindet mit der Staatsstraße 2163 bei Mistelbach (2,7 km östlich) bzw. mit Glashütten (2,5 km südlich). Die Kreisstraße BT 1 führt über Frankenhaag zur Staatsstraße 2186 bei Obernsees (5 km westlich) bzw. zur Bundesstraße 22 bei Eckersdorf (2 km nördlich). Gemeindeverbindungsstraßen führen nach Seitenbach (1,8 km nordwestlich) und nach Schobertsreuth (2,1 km südöstlich).
Im Rahmen des Verkehrskonzepts „30-Minuten-Takt Hummelgau“ ist Mistelgau seit dem 1. September 2022 werktags halbstündlich, an den Wochenenden im Stundentakt durch Regionalbusse mit Bayreuth verbunden.

## Söhne und Töchter der Gemeinde
- Ulrich Leykam (* 12. September 1948 in Truppach), Kirchenmusiker